# Драма (ном)
Драма (греч. Δράμα) — ном в Греции, расположен в районе Восточная Македония и Фракия. Столица — город Драма.
Граничит на севере с Болгарией, на востоке - с номом Ксанти, на юге - с номом Кавала, на западе - с номом Сере. Имеет на своей территории Родопские горы.

## История
Старейшее на территории нома поселение, относящееся к доисторическим временам, располагалось на месте современного города Драма. Позже местность была включена в состав Римской империи, Болгарских царств, Византии, Османской империи. Постоянно велись войны за обладание этим стратегическим регионом, с которого открывались подступы к Константинополю. Это отразилось на национальном составе обитателей этого региона, где помимо болгар и греков проживают турки (в ряде общин более половины населения), помаки и цыгане.
В 1204 территорию подчинили себе крестоносцы; в 1223-1224 годах - правитель Фессалоникской империи Феодор Комнин Дука, в 1230 - болгарский царь Иван Асень II. В 1242-1243 и 1246 годах восстановил независимость на короткий срок. В начале 1240-х Иоанн III Дука Ватац предпринял очередную попытку подчинить Фессалонику с помощью слепого Феодора Комнина Дуки.
В 1300-х здесь оставалось неспокойно из-за войн и противостояния Андроника II и Андроника III (1321-1328), Иоанна Кантакузина и членами рода Палеологов (1341–1347).
Османы захватили территорию в 1383 году.
Драма вошёл в состав свободной Греции после Первой Балканской войны в 1913 году.
После оккупации Греции 28 сентября 1941 года в районе вспыхнуло восстание, которое продолжалось до 6 октября 1941 года, но было подавлено болгарскими оккупантами. Погибли около 3000 человек.

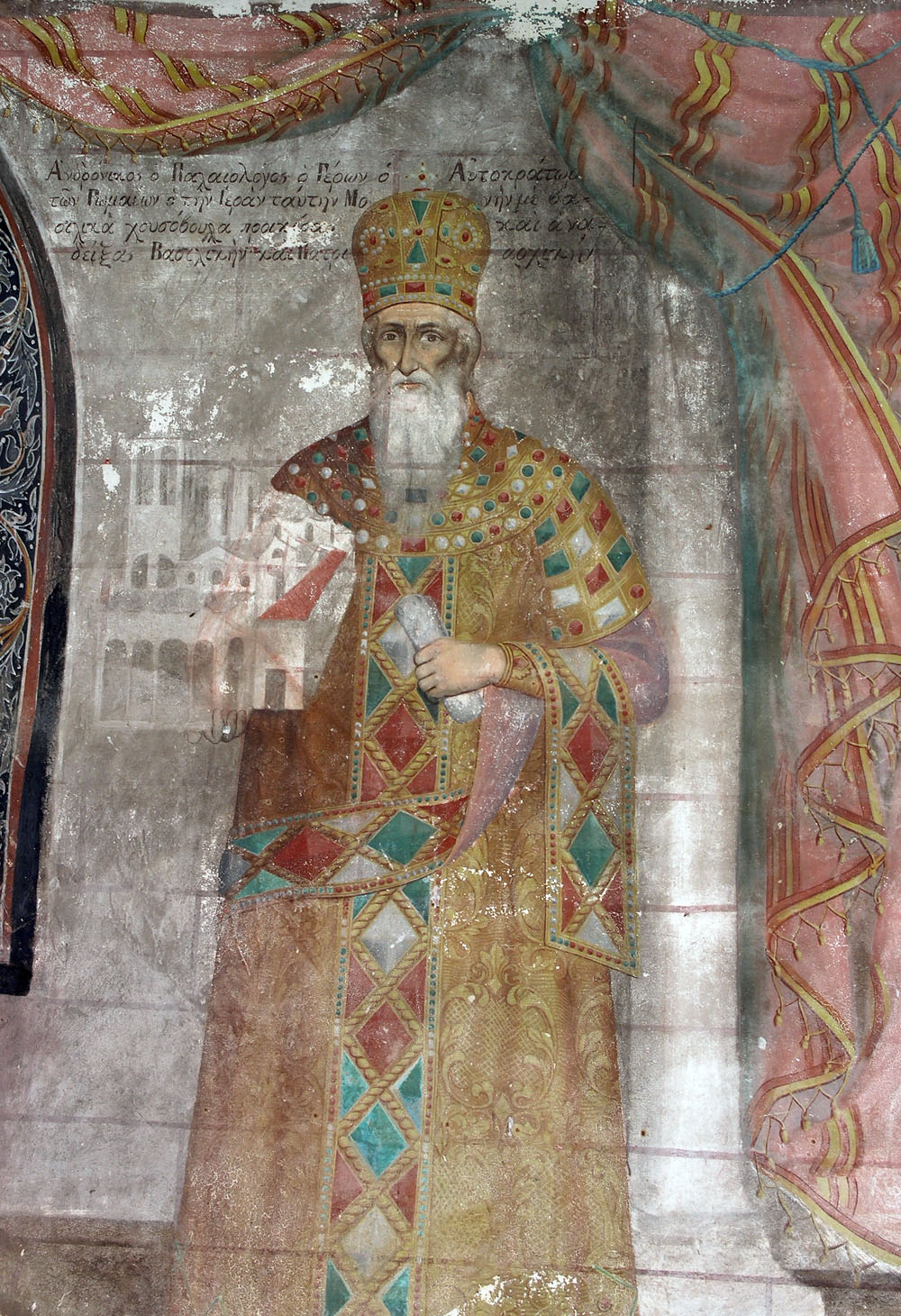
Андроника II Палеолог
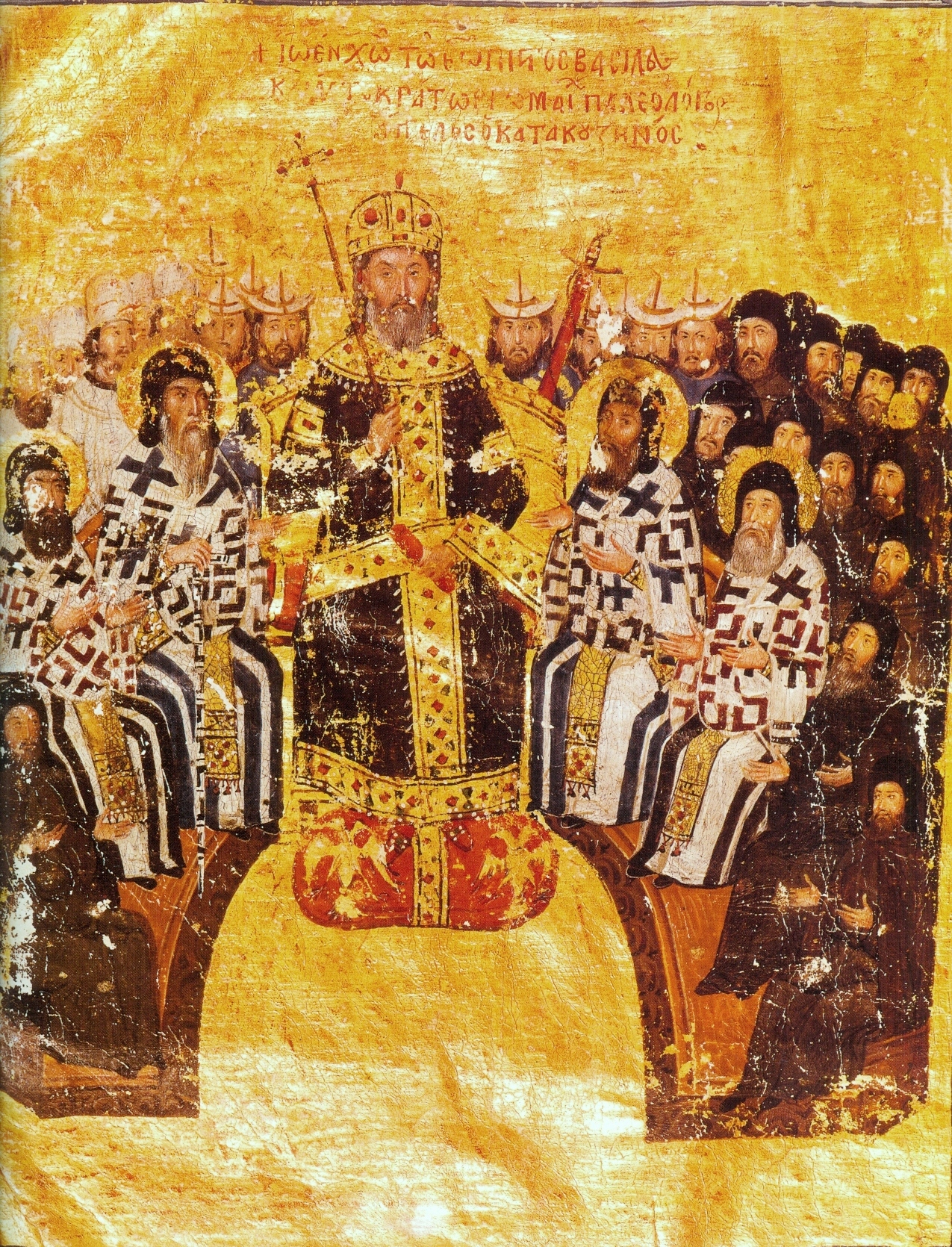
Иоанн VI Кантакузин
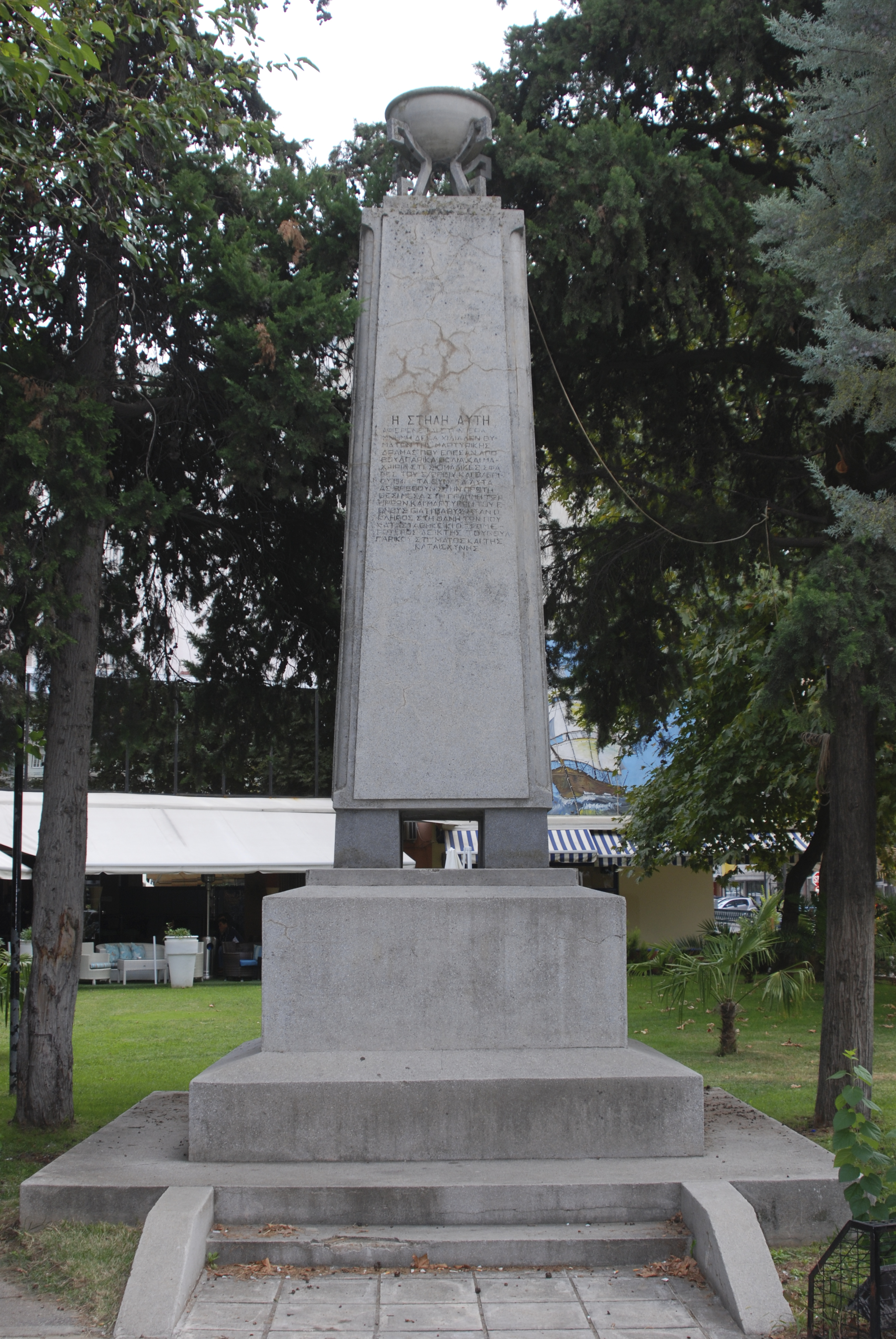
Памятник в честь Драмского восстания.

## Климат
В горной местности климат континентальный, на остальной территории нома - средиземноморский.